# Жилинка
Жи́линка (рос. Жилинка) — село у складі Бузулуцького району Оренбурзької області, Росія.

## Населення
Населення — 344 особи (2010; 445 у 2002).
Національний склад (станом на 2002 рік):
- росіяни — 85 %